# Leptonema complexum
Leptonema complexum är en nattsländeart som beskrevs av Martin E. Mosely 1933. Leptonema complexum ingår i släktet Leptonema och familjen ryssjenattsländor. Inga underarter finns listade i Catalogue of Life.